# エッケハルディン家
エッケハルディン家（Ekkehardiner）は、古いドイツの貴族一門で1046年に断絶した。特に、ナウムブルクの創立者として知られている。

## 発祥
エッケハルディン家の発祥地は、ウンシュトルト川左岸、ザーレ川に合流する河口近くのグロースイェーナ地区付近である。その世襲領地は、一方ではテューリンゲンに強固に結びついており、他方では東方のスラヴ人入植地に目を配ることが出来る位置にあった。
一門の固有の名前「エッケハルト」から、エッケハルディン家はリウドルフィング家の傍流であろうと推測されている。家祖エッケハルト（おそらく954年8月30日没）は、936年に亡くなったエッケハルトの息子であろうと推定されており、仮にそうであればザクセン公オットー貴顕公の曾孫にあたる。しかし、現在のところこの関係は証明されていない。

## マイセン辺境伯

### ギュンター・フォン・メルゼブルク (965 – 982)
949年にその記述があるエッケハルト伯爵の息子ギュンター・フォン・メルゼブルクはオットー1世治下の965年にマイセン辺境伯に任命された。エミール・アブドゥル・カッシム率いるサラセン軍に対するオットー2世のイタリア出兵参加者として、982年7月13日のカラブリア地方コロンナ岬の戦闘で命を落とした。

### エッケハルト1世 (985 – 1002)
ギュンターの息子エッケハルト1世は、985年にマイセン辺境伯を引き継いだ。フィンネのエッカルツブルク城の建造者として知られる。エッケハルトはオットー3世の有力な家臣であった。皇帝のイタリア出兵に際しては、不可欠の軍司令官であった。ティートマール・フォン・メルゼブルクが、その年代記の中で「帝国の誉れ」と呼んだエッケハルトは、権力を常に意識していた。したがって、1002年1月にローマの北方にあるパテルノ城でオットー3世が亡くなった後、王位を巡る戦いに関与したことは驚くことではない。皇帝が子供を遺さずになくなり、その後継者が安全に決することはない。エッケハルトに並ぶ候補者には、バイエルン公ハインリヒやシュヴァーベン公ヘルマン、その他にも重要な候補者がいた。なかでもハインリヒは、王位を引き寄せる素早い決断を行った。アーヘンに埋葬されるオットー3世の遺体の葬列に加わってアルプスを越えてバイエルンに入るとここに留まり、葬列が携えていた王の表象を自らの領地に持って行った。期待した成果はすぐには現れなかった。アウクスブルク司教ジークフリートを例外として、他の諸侯は誰もこれに荷担しなかった。
フローゼの諸侯会議でも、ザクセンの諸侯がエッケハルト辺境伯を王位につけようと試みたにもかかわらず、結局結論は出なかった。ヴェルラの決議が結論となった。すなわち、ハインリヒを支持するというものであった。しかし、エッケハルトは自らの主張を公式に放棄することはなかった。彼は、新たな盟約を結ぶため西に向かったが、1002年4月30日にペールデにおいて敵の騎士たちに襲撃され、落命した。
エッケハルト1世はマイセン辺境伯として権力の絶頂にあった時期に、長く延びた尾根の上にエッカルツブルク城を建造した。

### グンツェリン (1002 – 1009)
王となったハインリヒ2世はマイセン辺境伯に、エッケハルトの弟グンツェリンを指名した。しかしポーランド公ボレスワフ1世が侵攻し、エルスター川まで侵略された。過酷な戦闘の後、侵略された土地を回復し、エッケハルトの息子達、最初はヘルマンそして1038年のその死後は弟のエッケハルト2世、はエッカルツブルク城やマイセン辺境伯位を含め、世襲財産を損なわず相続することができた。

### ヘルマン1世 (1009 – 1038)
1010年頃、ヘルマン1世は、住み慣れたグロースイェーナを離れ、ザーレ川東方に「ノイエ・ブルク」（新しい城）、現在のナウムブルク、を築いた。この新しい城は、エッカルツブルク城と同様に王の道 (w:Via Regia) 沿いにある。この重要な交易路は、ライン＝マイン地区に代表される西ヨーロッパとエアフルト、ポーランドをはじめとする東ヨーロッパとを結んでいた。

### エッケハルト2世 (1038 - 1046)

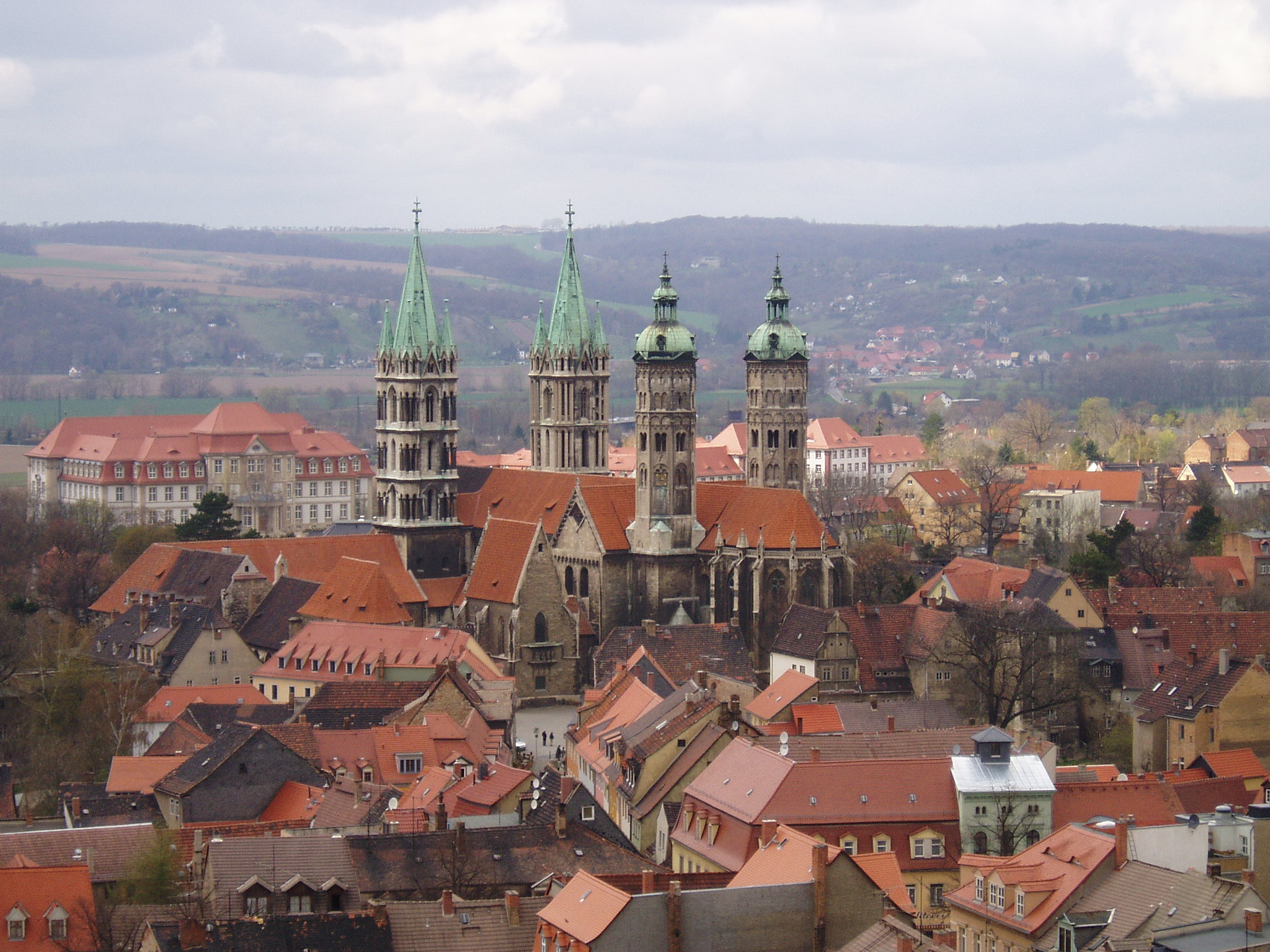
ナウムブルク大聖堂

1046年、エッケハルト2世と共にエッケハルディン家は断絶する。この一門は帝国の政治上大きな影響力を持っていた。彼らの教会でのあるいは帝国諸侯としての権力はその相続財産の増大から理解できる。フィンネのエッカルツブルク城をはじめ多くの城を建造したのも、彼らの権力の足場として不可欠であったためである。ナウムブルクの大聖堂では、この芸術的なすばらしい教会の寄進者が、エッケハルト2世とその妻ウタ・フォン・バレンシュタットやエルマンとそのポーランド人の妻レゲリンディスら、この貴族の一門であったことが思い出される。

## 一族のリスト
1. エッケハルト (Ekkehard) おそらく954年8月30日没。949年あるいは950年 伯爵 － おそらくリウドルフィング家出身。（936年没のエッケハルトの流れ。）
  1. ギュンター (Günther) 982年7月13日、クロトーネ近郊コロンナ岬での戦闘で死亡。968年 – 976年および979年 – 982年  メルゼブルク辺境伯。979年カラブリア地方の辺境伯。婚姻：ドゥブラフカ・フォン・ベーメン（ドゥブラファ、ドブラファとも。925年から931年の生まれ、977年ポーランドで死亡。プシェミスル家のボヘミア公ボレスラフ1世の娘）
    1. エッケハルト1世 (Ekkehard I.) 976年以前 – 1002年4月30日ペールデにて殺害。伯爵、985年 – 1002年マイセン辺境伯、1002年 王の候補となる。クライン＝イェーナ修道院の創設者。婚姻：シュヴァンヒルト（1014年11月26日没、オストマルク辺境伯ティートマールの未亡人。ザクセン公ヘルマン・ビルングの娘。イェーナ修道院に葬られたが、1028年以後はナウムブルクのゲオルク修道院に移葬された。）
      1. リウトガルト (Liutgard) 1012年11月13日没。婚姻：1003年1月 ヴァルベック伯ならびにノルトマルク辺境伯ヴェルナー（1014年11月11日没）
      2. ヘルマン1世 (Hermann I.) 1038年没。1007年 バウツェン伯、1009年 マイセン辺境伯、1028年 ハッセガウ伯ならびにガウ・チュティツィ（Gau Chutizi）伯。婚姻：1002年夏 レゲリンダ（989年生、1016年3月21日以後没。ピャスト家ボレスワフ1世フローブリの娘。）
      3. エッケハルト2世 (Ekkehard II.) おそらく1009年 – 1046年1月24日。1046年 ガウ・チュティツィ（Gau Chutizi）伯、トイヒェルン城代、1032年 オストマルク辺境伯。ナウムブルクに葬られた。婚姻：ウタ（??年10月23日没。おそらくバレンシュテット伯エジコの姉妹。アスカーニエン家）
      4. ギュンター (Gunther) 1025年11月1日没。1001年 王室宮廷助祭、1009年 王室宰相、1024年 - 1025年 ザルツブルク大司教
      5. アイルヴァルト (Eilward) 1023年11月24日没。王室宮廷助祭、1016年 - 1023年 マイセン司教
      6. マティルデ (Mathilde) 婚姻：ディートリヒ2世（1034年11月19日殺害。1017年 アイレンブルク伯、1021年 ハッセガウ伯ならびにオストマルク辺境伯、ヴェッティン家）
      7. オーダ (Oda) 1025年没。婚姻：1018年2月3日 ボレスワフ1世フローブリ（ピャスト家）

    2. グンツェリン (Gunzelin) 1017年以後没。1002年 マイセン辺境伯、1009年に罷免。
    3. ブルン (Brun) 1009年 伯爵